# Конник, Чарльз
Чарльз Конник (англ. Charles Jay Connick; 1875—1945) — американский художник-монументалист, наиболее известен витражами в стиле неоготики.

## Биография
Родился 27 сентября 1875 года в местечке Springboro, штат Пенсильвания. Когда ему было восемь лет, семья переехала в Питтсбург. Под издевательством своих сверстников, высмеивающих его одежды, Чарльз много времени из школьного отдыха проводил дома, рисуя мелками, и у него развился интерес к искусству. Когда его отец стал инвалидом, мальчик оставил школу и стал работать иллюстратором в городской газете The Pittsburgh Press.
В возрасте 19 лет Конник обучался производству витражей в магазине братьев Rudy Brothers в Питтсбурге, где он проработал до 1899 года. Затем он уехал на работу в Бостон и снова вернулся в Питтсбург в 1903 году. Работал в ряде витражных компаний как в Питтсбурге, так и в Нью-Йорке. После работы занимался рисованием и живописью в вечерней школе. Поехал в Англию и Францию для изучения старинных и современных витражей, в том числе в Шартрском соборе, внимательно изучая влияние света и оптические качества витражей XII—XIII веков. На него сильно повлияло искусство Кристофера Уолла — английского мастера по витражному стеклу, члену художественного движения «Искусства и ремёсла».

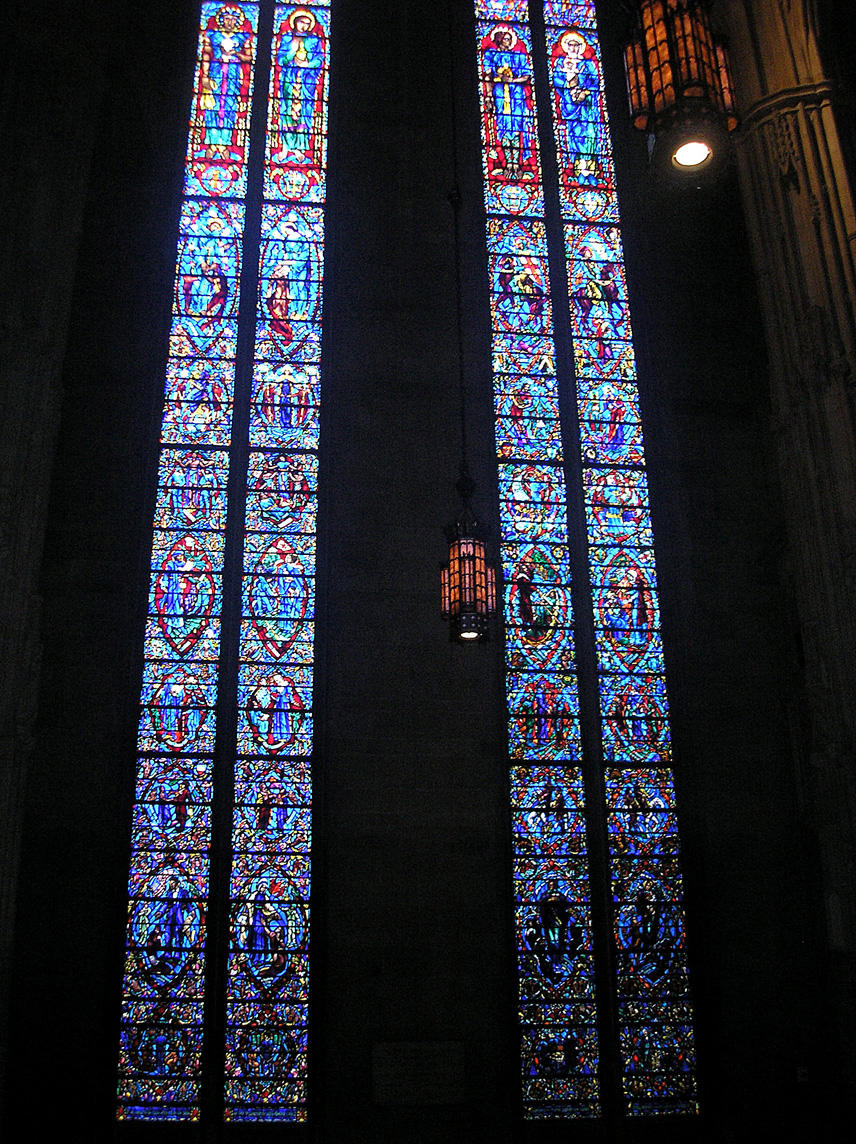
Окно часовни Heinz Memorial Chapel

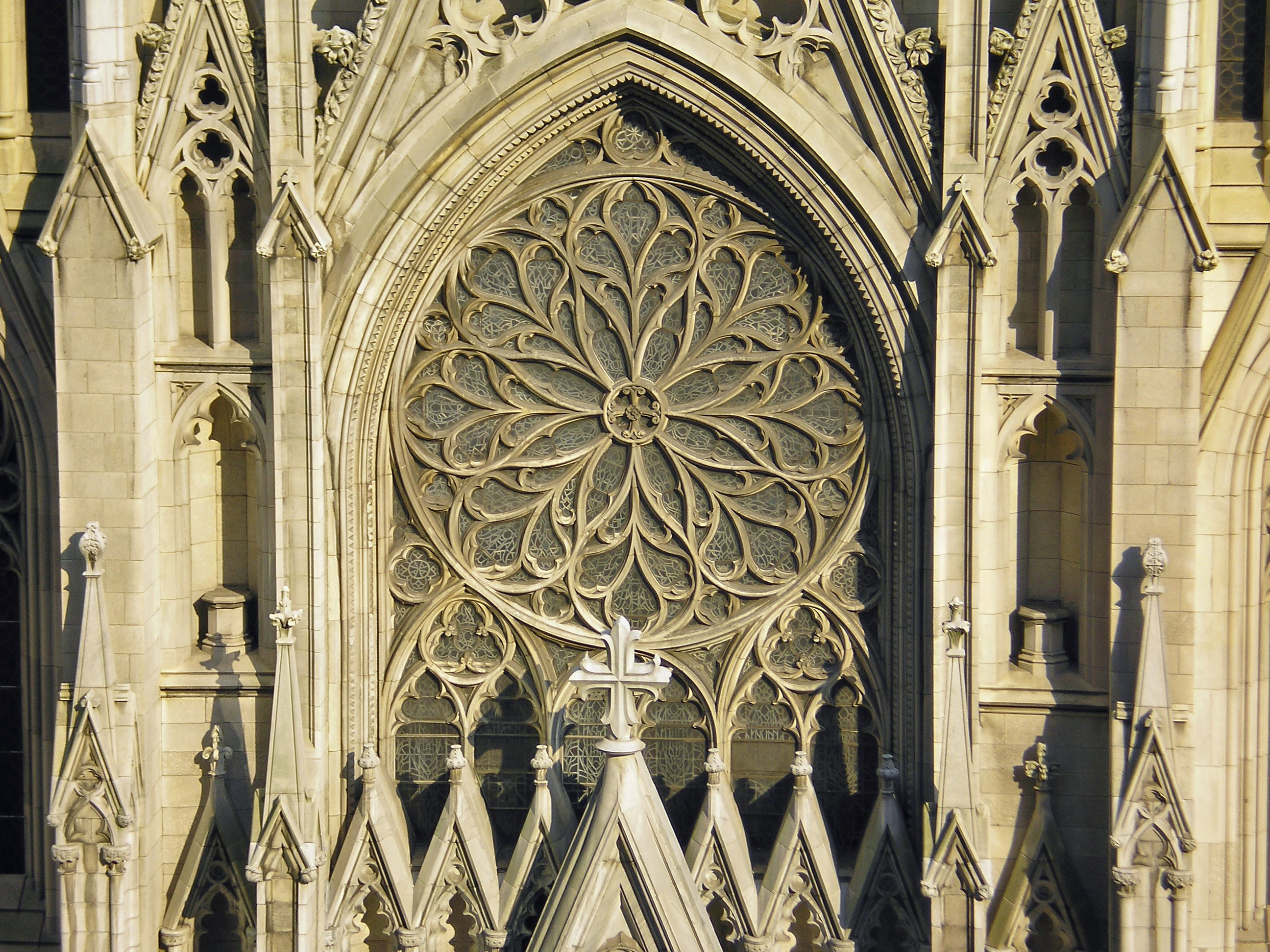
Роза на Соборе Святого Патрика

Первая самостоятельная крупная работа Конника в питтсбургской церкви First Baptist Church была завершена в 1912 году. Мастер поселился в Бостоне и открыл на Nine Harcourt Street в бостонском районе Back Bay собственную витражную студию, где проработал до своей смерти. Здесь он разработал и изготовил многие известные витражи, включая розовые окна в соборах Св. Патрика и Св. Иоанна Богослова в Нью-Йорке; окна в часовне Принстонского университета, в Американской церкви в Париже; в церквях Calvary Episcopal Church и East Liberty Presbyterian Church в Питтсбурге. Одна из крупнейших его работ находится в часовне Heinz Memorial Chapel на территории кампуса Питтсбургского университета. В этой церкви мастером созданы 23 окна площадью 4000 квадратных футов (370 м²), включая 73-футовое (22 м) окно, являющееся одними из самых высоких витражных окон в мире.
Чарльз Конник был автором книги Adventures in Light and Color, а также серии изданий Random House с названием International Studio. Являлся членом сообществ Boston Art Club, Boston Architectural College, National Society of Mural Painters и Copley Society of Art.
Умер 28 декабря 1945 года в Бостоне, штат Массачусетс. На надгробии Чарльза Конника был установлен витраж в виде Пегаса, являвшегося его символом.